# Kopeke
Kopeke (Russisch: Копейка, Kopejka) is de naam van een sinds de 16e eeuw uitgegeven klein muntstuk van Grootvorstendom Moskou, Tsaardom Rusland, het Keizerrijk Rusland, de Sovjet-Unie en een aantal van haar opvolgerstaten.

## Geschiedenis
De munt werd in 1535 tijdens de monetaire hervorming van Jelena Glinskaja, de moeder van Ivan IV, voor het eerst in Novgorod geslagen. Ze bezat ongeveer 0,68 g zilver naar voorbeeld van de daarvoor geslagen denga. De oorspronkelijke benaming Novgorodka voor de zilveren munt ging al snel verloren. Ze werd naar de op haar afgebeelde ruiter met speer, waarbij het zich ofwel om de regerende tsaar of om Sint-Joris betrof, kopejka (naar копьё, kopjo het Russische woord voor speer) genoemd. Aan de achterzijde bevond zich een inscriptie met de naam en titel van de heerser.
Een overeenkomstig roebelmuntstuk (met 68 gram zilver) van 100 kopeken bestond op dat moment weliswaar nog niet, maar toch was het een van de eerste muntsystemen op decimale basis.
Na verloop van tijd verloor de munt steeds meer aan waarde. In 1610 bevatte de munt slechts 0,51 g, in 1630 0,48 g, in 1682 0,41 g en in 1700 0,38 g zilver. Vanaf 1655 werden er ook kopeken in koper geslagen. In de 18e eeuw verdrong de koperen kopeke de denga in Rusland definitief als munt. Tegelijkertijd bleef ook de zilveren kopeke, die in 1718 onder Peter de Grote voor het laatst uitgegeven werd, nog lang in omloop.
Onder Catharina I werden mislukte pogingen gedaan met vierkante munten. In de 19e eeuw werd de tsaristische adelaar op de voorzijde afgebeeld. Volgens een oekaze van 1849 werd het gewicht van een koperen kopeke vastgesteld op ongeveer 5,1 g. In 1867 werden ook bronzen kopeken van ongeveer 3,3 g geslagen.
De munt overleefde de revolutie en werd pasmunt van de Sovjetroebel, met een nominale waarde hoger dan de metaalwaarde. In 1924 werd een koperen kopeke met het Sovjet-wapenschild, in 1926 een kleine aluminium-bronzen munt uitgegeven.
Op dit moment is in Rusland een sinds 1997 geslagen 1,5 g zware kopeke van een koper-nikkellegering met ijzeren kern in omloop, met een ruiter met speer op de voorkant. De koopkracht van de munt is echter nihil.  
Tegenwoordig is de kopeke (theoretisch) in de volgende landen in omloop:
- Rusland: 100 kopeken komen overeen met een Russische roebel; sinds 2010 bestaat er slechts een 50-kopekemunt.
- Oekraïne: 100 kopeken komen overeen met een hryvnia.
- Transnistrië: 100 kopeken corresponderen met een Transnistrische roebel.
- Wit-Rusland: 100 kopeken komen overeen met een Wit-Russische roebel; kopekemunten zijn niet meer in omloop.

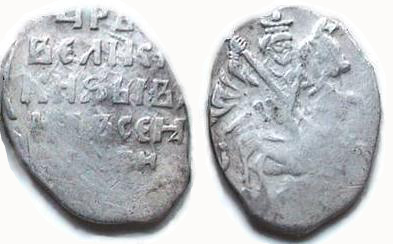
kopeke van Ivan IV
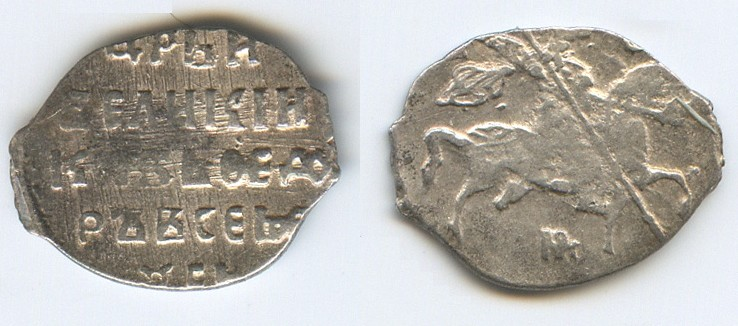
kopeke van Fjodor II, omstreeks 1605
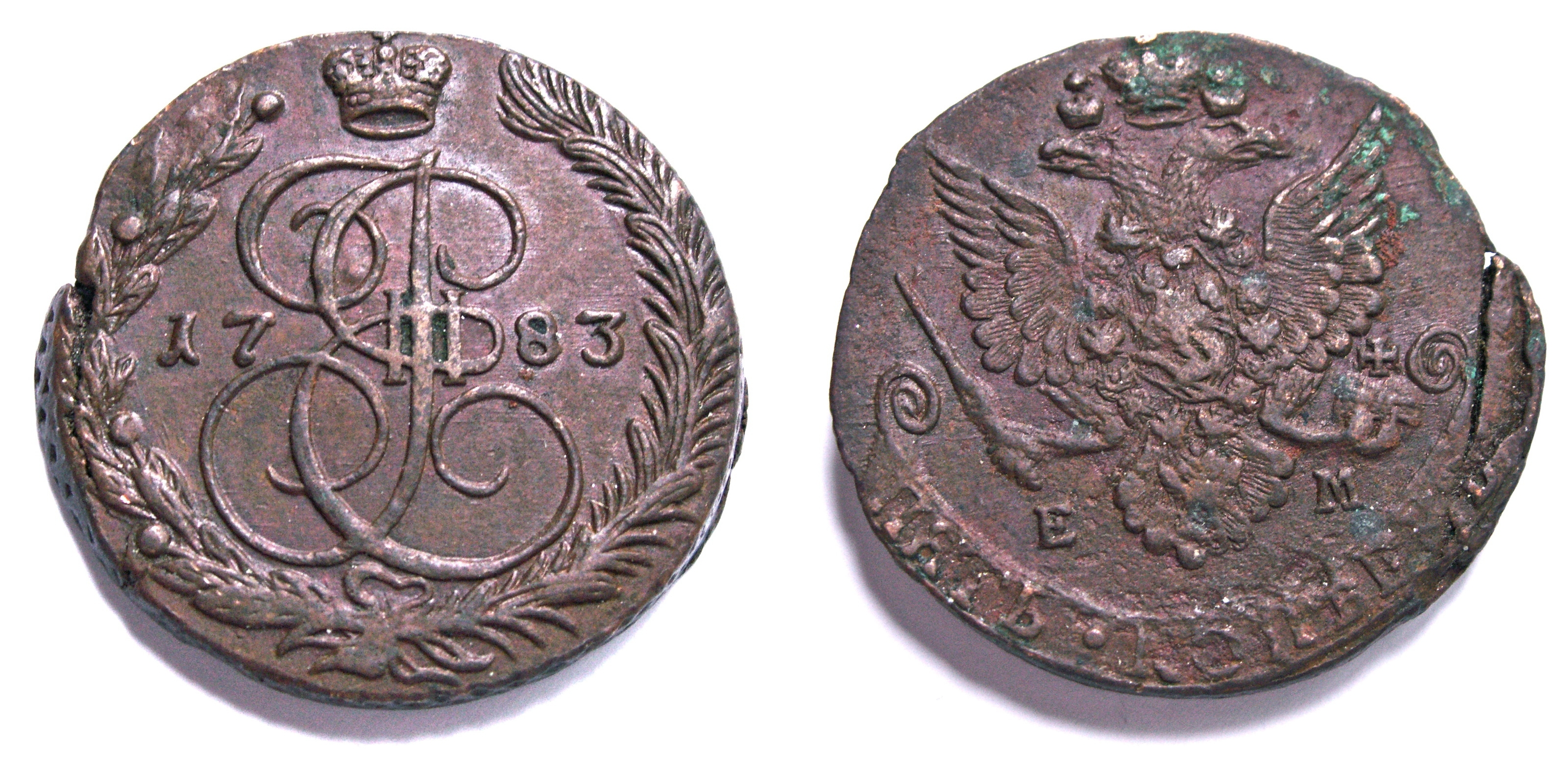
koperen vijf-kopekemunt van Catharina II uit 1783
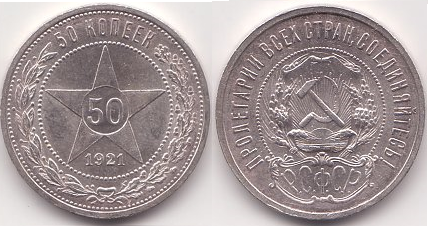
Sovjet 50-kopekemunt uit 1921
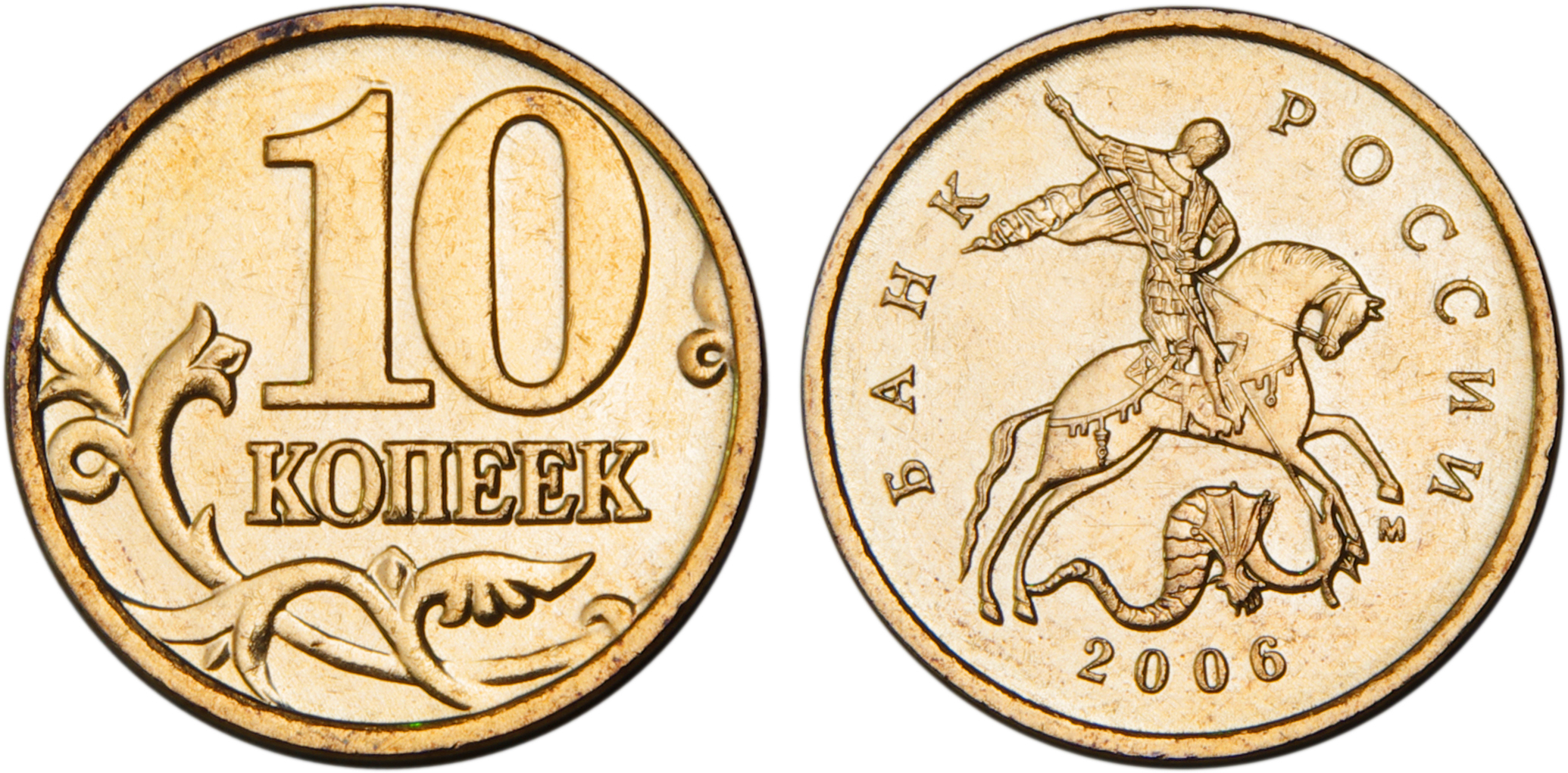
Russische 10-kopekemunt uit 2006
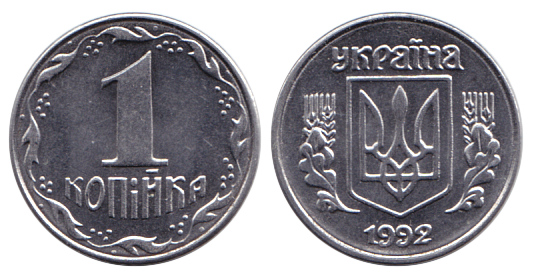
Oekraïense kopeke, 1992